# Moorhusen (Kollmar)
Moorhusen ist ein Ortsteil der Gemeinde Kollmar in Schleswig-Holstein.
Moorhusen ist ein Straßendorf entlang der gleichnamigen Straße Moorhusen. Sie führt von der freiwilligen Feuerwehr Langenhals an der Grenze zu Strohdeich bis an einen Kindergarten in Neuendorf unweit der Kirche und eines Gasthauses. Parallel zu ihr verläuft der Grüne Weg. Das Kfz-Kennzeichen ist IZ für Itzehoe, da der Kreis Steinburg, zu dem Moorhusen gehört, kein eigenes Kennzeichen hat.
Der Ort ist ländlich geprägt, es gibt mehrere Bauernhöfe. Einer davon ist ein Biohof.
In Moorhusen gibt es den geschützten historischen Weg, der von Moorhusen-Straße zum grünen Weg führt.
Die Straße Moorhusen wurde von 1894 bis 1896 angelegt.

## Verkehr
In Moorhusen gibt es drei Bushaltestellen, die zweimal täglich von/nach Glückstadt angefahren werden. Die Busse dienen primär dem Zweck als Schulbus. In Neuendorf mündet die Moorhusen-Straße in eine Bundesstraße von Elmshorn nach Glückstadt, im Osten in Langenhals, eine Landesstraße.